# Puchar EHF piłkarzy ręcznych 2019/2020
Puchar EHF piłkarzy ręcznych 2019/2020 – 39. edycja europejskich rozgrywek. W rozgrywkach brały udział 64 drużyny.
Losowanie pierwszej i drugiej rundy kwalifikacyjnej odbyło się 16 lipca 2019 w Wiedniu, losowanie trzeciej rundy kwalifikacyjnej odbyło 15 października 2019. Losowanie fazy grupowej odbyło się 28 listopada 2019, losowanie ćwierćfinałów odbyć się miało 31 marca 2020. Losowanie turnieju finałowego odbyć się miało 05 maja 2020. Turniej finałowy miał się odbyć w dniach 24–24 maja 2020.
W sezonie 2019/2020, który był ostatnim sezonem w tej formule rozgrywek, nie uczestniczył obrońca tytułu THW Kiel, który występował w EHF Lidze Mistrzów. Jego miejsce zajął kolejny zespół z Bundeligi – Füchse Berlin.
Faza pucharowa turnieju została odwołana z powodu pandemii COVID-19

## Drużyny uczestniczące
| Pierwsza runda kwalifikacyjna | Pierwsza runda kwalifikacyjna | Pierwsza runda kwalifikacyjna | Pierwsza runda kwalifikacyjna |
| ----------------------------- | ----------------------------- | ----------------------------- | ----------------------------- |
| RK Dubrava                    | RD Riko Ribnica               | HCM Constanța                 | Maccabi Riszon le-Cijjon      |
| Haukar Hafnarfjörður          | Spartak Moskwa                | Talent Pilzno                 | ZTR Zaporoże                  |
| RK Vojvodina                  | Achilles Bocholt              | Olympiakos SFP Pireus         | Alpla HC Hard                 |
| HV KRAS/Volendam              | KH Besa Famiglia              | Handball Esch                 | Beşiktaş JK                   |
| SERVITI Põlva                 | Dragūnas Kłajpeda             | SSV Bozen                     | London GD Handball Club       |
| BSB Batumi                    | RK Lovćen                     | RK Borac Banja Luka           | Swieqi Phoenix HC             |
| RK Metaloplastika             | HC Visé BM                    | CIP Travel Antalyaspor A.Ş.   | RK Poreč                      |
| HK Malmö                      | Pfadi Winterthur              | Haukar Hafnarfjörður          | SG Handball West Wien         |
| Druga runda kwalifikacyjna    |                               |                               |                               |
| NMC Górnik Zabrze             | RK Gorenje Velenje            | SCM Politehnica Timișoara     | Wacker Thun                   |
| SKA Mińsk                     | Hapoel Riszon le-Cijjon       | ØIF Arendal                   | UMF Selfoss                   |
| RK Butel Skopje               | PAUC Handball                 | Skjern Håndbold               | CB Ademar León                |
| Csurgói KK                    | Azoty-Puławy                  | RK Pelister                   | SL Benfica                    |
| Trzecia runda kwalifikacyjna  |                               |                               |                               |
| SC Magdeburg                  | Rhein-Neckar Löwen            | Chambéry Savoie Handball      | MT Melsungen                  |
| HBC Nantes                    | Bjerringbro-Silkeborg         | BM Ciudad Encantada           | Grundfos Tatabánya KC         |
| Gwardia Opole                 | RK Metalurg Skopje            | Füchse Berlin                 | USAM Nîmes Gard               |
| Team Tvis Holstebro           | Naturhouse La Rioja           | Balatonfüredi KSE             | RK Nexe Našice                |

## System rozgrywek
Puchar EHF piłkarzy ręcznych w sezonie 2019/2020 składa się z czterech faz: trzech rund kwalifikacyjnych do fazy grupowej, fazy grupowej, fazy pucharowej oraz turnieju finałowego.
- Rundy kwalifikacyjne: uczestniczą w niej 64 drużyny. W pierwszej rundzie kwalifikacyjnej wzięły udział 32 drużyny. Do drugiej rundy awansowali zwycięzcy dwumeczów. W drugiej rundzie kwalifikacyjnej udział biorą 32 drużyny: 16 drużyn z pierwszej rundy i 16 następnych drużyn z zestawienia EHF. Zwycięzcy dwumeczów awansują do trzeciej rundy. W trzeciej rundzie udział wezmą 32 drużyny: 16 drużyn z drugiej rundy i 16 następnych drużyn z zestawienia EHF. Zwycięzcy dwumeczów awansują do fazy grupowej.
- Faza grupowa: w fazie grupowej drużyny zostaną podzielone na 4 grupy po 4 drużyny. Najlepsze dwie drużyny z każdej z grup awansują do ćwierćfinałów.
- Faza pucharowa: składać się będzie z 1/4 finału.
- Turniej finałowy: uczestniczyć w nim będą zwycięzcy ćwierćfinałów i składać się będszie z półfinałów, meczu o 3. miejsce oraz finału.

## Rundy kwalifikacyjne

### Pierwsza runda kwalifikacyjna
Rozstawionymi zespołami w losowaniu było pierwszych 16 drużyn z zestawienia EHF uczestniczących w pierwszej rundzie kwalifikacyjnej i w toku losowania zostały połączone w pary z pozostałymi 16 drużynami.
| Drużyna 1                            | Wynik dwumeczu | Drużyna 2               | Pierwszy mecz | Drugi mecz |
| ------------------------------------ | -------------- | ----------------------- | ------------- | ---------- |
| KH Besa Famiglia                     | 54:67          | Pfadi Winterthur        | 24:33         | 30:34      |
| Olympiakos SFP Pireus                | 60:46          | RK Borac Banja Luka     | 30:21         | 30:25      |
| HK Malmö                             | 61:52          | Spartak Moskwa          | 31:23         | 30:29      |
| Maccabi Riszon le-Cijjon             | 57:48          | Dragūnas Kłajpeda       | 34:28         | 23:20      |
| RK Poreč                             | 60:51          | HV KRAS/Volendam        | 29:23         | 31:28      |
| HC Visé BM                           | 48:56          | Haukar Hafnarfjörður    | 27:27         | 21:29      |
| RD Riko Ribnica                      | 59:48          | SERVITI Põlva           | 32:22         | 27:26      |
| ZTR Zaporoże                         | 78:34          | London GD Handball Club | 39:20         | 39:14      |
| CIP Travel Antalyaspor A.Ş.          | 40:53          | HCM Constanța           | 24:24         | 16:29      |
| SSV Bozen                            | 50:51          | Alpla HC Hard           | 24:23         | 26:28      |
| Beşiktaş JK                          | 49:49          | RK Metaloplastika       | 25:25         | 24:24      |
| Haukar Hafnarfjörður                 | 45:51          | Talent Pilzno           | 20:25         | 25:26      |
| Achilles Bocholt                     | 48:47          | SG Handball West Wien   | 26:22         | 22:25      |
| Handball Esch                        | 80:38          | BSB Batumi              | 38:16         | 42:22      |
| RK Vojvodina                         | 79:52          | RK Lovćen               | 38:23         | 41:29      |
| RK Dubrava                           | 81:43          | Swieqi Phoenix HC       | 45:22         | 36:21      |
| Po lewej gospodarz pierwszego meczu. |                |                         |               |            |

W dwumeczu Beşiktaş JK z RK Metaloplastika wystąpił remis, awans wywalczył zespół, które strzelił więcej bramek na wyjeździe.

### Druga runda kwalifikacyjna
Rozstawionymi zespołami w losowaniu było 16 drużyn z zestawienia EHF uczestniczących w drugiej rundzie kwalifikacyjnej i w toku losowania zostały połączone w pary z 16 zwycięzcami dwumeczów pierwszej rundy kwalifikacyjnej.
| Drużyna 1                            | Wynik dwumeczu | Drużyna 2                | Pierwszy mecz | Drugi mecz |
| ------------------------------------ | -------------- | ------------------------ | ------------- | ---------- |
| SCM Politehnica Timișoara            | 57:58          | Olympiakos SFP Pireus    | 31:29         | 26:29      |
| PAUC Handball                        | 64:46          | RK Poreč                 | 38:26         | 26:20      |
| Talent Pilzno                        | 58:44          | Hapoel Riszon le-Cijjon  | 32:23         | 26:21      |
| RD Riko Ribnica                      | 56:61          | SKA Mińsk                | 33:33         | 23:28      |
| HK Malmö                             | 64:56          | UMF Selfoss              | 33:27         | 31:29      |
| Alpla HC Hard                        | 60:59          | Skjern Håndbold          | 25:26         | 35:33      |
| RK Vojvodina                         | 43:58          | CB Ademar León           | 20:28         | 23:30      |
| SL Benfica                           | 63:44          | RK Dubrava               | 29:28         | 34:16      |
| RK Metaloplastika                    | 53:64          | RK Gorenje Velenje       | 24:32         | 29:32      |
| RK Butel Skopje                      | 42:43          | ZTR Zaporoże             | 18:14         | 24:29      |
| Azoty-Puławy                         | 57:53          | Handball Esch            | 31:28         | 26:25      |
| HCM Constanța                        | 43:43          | Csurgói KK               | 22:24         | 21:19      |
| NMC Górnik Zabrze                    | 50:48          | Maccabi Riszon le-Cijjon | 29:26         | 21:22      |
| Achilles Bocholt                     | 59:52          | Wacker Thun              | 34:33         | 25:19      |
| Haukar Hafnarfjörður                 | 52:58          | ØIF Arendal              | 25:30         | 27:28      |
| Pfadi Winterthur                     | 72:37          | RK Pelister              | 39:16         | 33:21      |
| Po lewej gospodarz pierwszego meczu. |                |                          |               |            |

W dwumeczu HCM Constanța z Csurgói KK wystąpił remis, awans wywalczył zespół, które strzelił więcej bramek na wyjeździe.

### Trzecia runda kwalifikacyjna
Rozstawionymi zespołami w losowaniu było 16 najlepszych drużyn z zestawienia EHF i w toku losowania zostały połączone w pary z 16 zwycięzcami drugiej rundy kwalifikacyjnej.
| Drużyna 1                            | Wynik dwumeczu | Drużyna 2             | Pierwszy mecz | Drugi mecz |
| ------------------------------------ | -------------- | --------------------- | ------------- | ---------- |
| Balatonfüredi KSE                    | 51:56          | CB Ademar León        | 30:27         | 21:29      |
| SKA Mińsk                            | 45:61          | Rhein-Neckar Löwen    | 28:32         | 17:29      |
| NMC Górnik Zabrze                    | 51:74          | SC Magdeburg          | 25:37         | 26:37      |
| Pfadi Winterthur                     | 63:70          | Bjerringbro-Silkeborg | 33:36         | 30:34      |
| Chambéry Savoie Handball             | 43:44          | PAUC Handball         | 20:25         | 23:19      |
| BM Ciudad Encantada                  | 59:50          | Alpla HC Hard         | 34:18         | 25:32      |
| Grundfos Tatabánya KC                | 53:51          | ZTR Zaporoże          | 27:24         | 26:27      |
| HBC Nantes                           | 60:59          | ØIF Arendal           | 30:29         | 30:30      |
| RK Nexe Našice                       | 54:54          | SL Benfica            | 30:26         | 24:28      |
| RK Gorenje Velenje                   | 47:42          | RK Metalurg Skopje    | 24:19         | 23:23      |
| HK Malmö                             | 27:34          | Füchse Berlin         | 27:34         | 26:27      |
| MT Melsungen                         | 52:47          | Olympiakos SFP Pireus | 32:28         | 20:19      |
| Talent Pilzno                        | 46:67          | Team Tvis Holstebro   | 25:30         | 21:37      |
| Naturhouse La Rioja                  | 73:57          | Achilles Bocholt      | 37:26         | 36:31      |
| Gwardia Opole                        | 54:53          | Azoty-Puławy          | 26:24         | 28:29      |
| Csurgói KK                           | 48:54          | USAM Nîmes Gard       | 28:25         | 20:29      |
| Po lewej gospodarz pierwszego meczu. |                |                       |               |            |

W dwumeczu RK Nexe Našice z SL Benfica wystąpił remis, awans wywalczył zespół, które strzelił więcej bramek na wyjeździe.

## Faza grupowa
Losowanie fazy grupowej odbyło się 28 listopada 2019 w Wiedniu. 16 drużyn – zwycięzcy z trzeciej rundy kwalifikacyjnej – zostali podzieleni na 4 koszyki i w wyniku losowania zostały utworzone 4 grupy. Pierwotnie każda z drużyn miała rozegrać 6 meczów w fazie grupowej, jednak ostatecznie rozegrano po 4 mecze..
| Koszyk 1                                                   | Koszyk 2                                                                   | Koszyk 3                                                       | Koszyk 4                                                          |
| ---------------------------------------------------------- | -------------------------------------------------------------------------- | -------------------------------------------------------------- | ----------------------------------------------------------------- |
| PAUC Handball SC Magdeburg Rhein-Neckar Löwen MT Melsungen | Bjerringbro-Silkeborg BM Ciudad Encantada HBC Nantes Grundfos Tatabánya KC | USAM Nîmes Gard Füchse Berlin Gwardia Opole RK Gorenje Velenje | Team Tvis Holstebro CB Ademar León Naturhouse La Rioja SL Benfica |

### Grupa A
| Lp. | Drużyna               | M | Mecze | Mecze | Mecze | Bramki | Bramki | Bramki | Pkt |
| Lp. | Drużyna               | M | W     | R     | P     | +      | −      | +/−    | Pkt |
| --- | --------------------- | - | ----- | ----- | ----- | ------ | ------ | ------ | --- |
| 1.  | SL Benfica            | 4 | 4     | 0     | 0     | 121    | 97     | +24    | 8   |
| 2.  | MT Melsungen          | 4 | 2     | 0     | 2     | 118    | 118    | 0      | 4   |
| 3.  | Bjerringbro-Silkeborg | 4 | 2     | 0     | 2     | 124    | 128    | −4     | 4   |
| 4.  | Gwardia Opole         | 4 | 0     | 0     | 4     | 97     | 117    | −20    | 0   |

### Grupa B
| Lp. | Drużyna             | M | Mecze | Mecze | Mecze | Bramki | Bramki | Bramki | Pkt |
| Lp. | Drużyna             | M | W     | R     | P     | +      | −      | +/−    | Pkt |
| --- | ------------------- | - | ----- | ----- | ----- | ------ | ------ | ------ | --- |
| 1.  | Rhein-Neckar Löwen  | 4 | 4     | 0     | 0     | 136    | 111    | +25    | 8   |
| 2.  | USAM Nîmes Gard     | 4 | 2     | 1     | 1     | 123    | 117    | +6     | 5   |
| 3.  | BM Ciudad Encantada | 4 | 1     | 1     | 2     | 111    | 125    | −14    | 3   |
| 4.  | Team Tvis Holstebro | 4 | 0     | 0     | 4     | 110    | 127    | −17    | 0   |

### Grupa C
| Lp. | Drużyna            | M | Mecze | Mecze | Mecze | Bramki | Bramki | Bramki | Pkt |
| Lp. | Drużyna            | M | W     | R     | P     | +      | −      | +/−    | Pkt |
| --- | ------------------ | - | ----- | ----- | ----- | ------ | ------ | ------ | --- |
| 1.  | SC Magdeburg       | 4 | 4     | 0     | 0     | 123    | 109    | +14    | 8   |
| 2.  | HBC Nantes         | 4 | 2     | 0     | 2     | 125    | 116    | +9     | 4   |
| 3.  | RK Gorenje Velenje | 4 | 2     | 0     | 2     | 110    | 115    | −5     | 4   |
| 4.  | CB Ademar León     | 4 | 0     | 0     | 4     | 103    | 121    | −18    | 0   |

### Grupa D
| Lp. | Drużyna               | M | Mecze | Mecze | Mecze | Bramki | Bramki | Bramki | Pkt |
| Lp. | Drużyna               | M | W     | R     | P     | +      | −      | +/−    | Pkt |
| --- | --------------------- | - | ----- | ----- | ----- | ------ | ------ | ------ | --- |
| 1.  | Füchse Berlin         | 4 | 4     | 0     | 0     | 110    | 102    | +8     | 8   |
| 2.  | PAUC Handball         | 4 | 2     | 0     | 2     | 102    | 100    | +2     | 4   |
| 3.  | Grundfos Tatabánya KC | 4 | 1     | 2     | 1     | 99     | 102    | −3     | 4   |
| 4.  | Naturhouse La Rioja   | 4 | 1     | 1     | 2     | 106    | 113    | −7     | 3   |

## Faza pucharowa
W fazie pucharowej – ćwierćfinale – uczestniczyć miało 6 najlepszych zespołów ze wszystkich grup oprócz gospodarza turnieju finałowego . Zwycięzcy dwumeczów mieli dołączyć do gospodarza turnieju finałowego.

Losowanie par odbyć się miało 31 marca 2020 r. o godz. 11:00. Przed losowaniem EHF miało dokonać podziału na koszyki. Ostatecznie jednak fazy pucharowej nie rozegrano ze względu na pandemię koronawirusa.
| Drużyna 1                            | Wynik dwumeczu | Drużyna 2 | Pierwszy mecz | Drugi mecz |
| ------------------------------------ | -------------- | --------- | ------------- | ---------- |
|                                      | •              |           | 0:0           | 0:0        |
|                                      | •              |           | 0:0           | 0:0        |
|                                      | •              |           | 0:0           | 0:0        |
| Po lewej gospodarz pierwszego meczu. |                |           |               |            |

## Turniej finałowy
Losowanie turnieju finałowego odbyć się miało 5 maja 2020 o godz. 11:00. Ostatecznie jednak, ze względu na pandemię koronawirusa, rozgrywek turnieju finałowego nie rozegrano.
|  |           |           |                   |  |  |       |       |       |
|  | Półfinały | Półfinały | Półfinały         |  |  | Finał | Finał | Finał |
|  | Półfinały | Półfinały | Półfinały         |  |  | Finał | Finał | Finał |
|  | 23 maja   |           |                   |  |  |       |       |       |
|  |           |           |                   |  |  |       |       |       |
|  |           |           |                   |  |  |       |       |       |
|  |           |           | 24 maja           |  |  |       |       |       |
|  |           |           |                   |  |  |       |       |       |
|  |           |           |                   |  |  |       |       |       |
|  | 23 maja   |           |                   |  |  |       |       |       |
|  |           |           |                   |  |  |       |       |       |
|  |           |           |                   |  |  |       |       |       |
|  |           |           |                   |  |  |       |       |       |
|  |           |           |                   |  |  |       |       |       |
|  |           |           | Mecz o 3. miejsce |  |  |       |       |       |
|  |           |           |                   |  |  |       |       |       |
|  | 24 maja   |           |                   |  |  |       |       |       |
|  |           |           |                   |  |  |       |       |       |
|  |           |           |                   |  |  |       |       |       |
|  |           |           |                   |  |  |       |       |       |
|  |           |           |                   |  |  |       |       |       |
|  |           |           |                   |  |  |       |       |       |

## Biografia
- 2019/2020 Men's EHF Cup. europeancup.eurohandball.com. [dostęp 2019-09-03]. (ang.).